# Nițchidorf
Nițchidorf (tyska: Nitzkydorf, ungerska: Niczkyfalva) är en ort i Timiș i sydvästra Rumänien. Den omnämndes första gången 1784. Nițchidorf har 1 453 invånare (2011). 

## Kända personer från Nițchidorf
- Herta Müller, tyskspråkig författare och nobelpristagare i litteratur
- Sebastian Kräuter (1922–2008), romersk-katolsk biskop